# Hbar (токен)
Hbar — токен, що є сполучною ланкою для забезпечення роботи системи, файлового сховища децентралізованих додатків і смарт-контрактів проєкту Hedera Hashgraph на основі технологія DAG, яка дозволяє записувати цифрові операції не ланцюжком (оскільки немає математичної складності, яка властива блокчейну, запустити ноду можна на пристроях з малою потужністю), а у вигляді специфічної сітки, створеної за допомогою ацикличного графа. Криптографія використовується, здебільшого, для захисту (шифрування) даних DApps під час передачі.
Первинна пропозиція токена відбулась 16 серпня 2018 року. Проєкт зібрав 100 мільйонів доларів, що становить 83 % від загального плану у 120 мільйонів.

## Особливості
DAG вже використовується такими проектами, як IOTA і NANO. Але стартап використовує не зовсім стандартну версію технології. На відміну від конкурентів, Hedera Hashgraph пропонує не тільки екосистему, як таку, а й інструментарій для створення аналогічних екосистем.
Творці говорять, що у класичних блокчейн-проектів немає шансів на масове прийняття, використання і впровадження в економіку. Тому дану нішу зібрався зайняти саме Hedera Hashgraph.
У структурі проекту немає майнерів, ноди функціонують зовсім інакше, ніж їх «колеги» в класичних блокчейнах. Коли нода отримує транзакцію всередині мережі Hashgraph, у неї змінюється стан. Відразу ж після цього вона випадковим чином повідомляє про це кільком сусіднім нодам. А ті своїм сусідам і так далі. Подібна взаємодія повністю випадкова і асинхронна.
У підсумку, відбувається безперервне спілкування між нодамі, які обмінюються транзакціями даних про те «що, коли і ким було зроблено». В якийсь момент, завдяки цьому механізму досягається консенсус (схвалення від 2/3 нод мережі).
Hedera Hashgraph може похвалитися: швидкістю транзакцій 3-5 секунд (завдяки типу взаємодії нод);
ідеальної захищеністю і безпекою мережі від DDos-атак (на відміну від мереж популярних криптовалют);
низькими комісіями (робота нод вимагає вкрай мало потужностей, тому і відрахування маленькі);
справедливої роботою (ніяких підвищених швидкостей на основі сплати підвищених комісій, всі транзакції перевіряються однаково).
Для того, щоб користуватися мережею Hedera Hashgraph для забезпечення роботи власних децентралізованих додатків і їх баз даних обов'язково потрібно запустити свою ноду. Для функціонування ноди потрібно мати токени Nbar на рахунку.
Платформой управляє глобальна група учасників, в яку входять Avery Dennison, Boeing, Deutsche Telekom, DLA Piper, FIS (WorldPay), Google, IBM, LG Electronics, Magalu, Nomura, Swirlds, Tata Communications, Університетський колледж Лондона (UCL), Wipro і Група Zain. У майбутньому до управління платформою зможуть приєднатися будь-які бажаючі.
Стейкінг Hedera відрізняється від традиційних моделей, що використовуються, наприклад, у Cardano або Tezos, де мережа нагороджує стейкера новими монетами. Натомість ноди валідаторів збирають відсоток з усіх оплачених користувачами комісій.